# Ngozi (Tanzanie)
Pour les articles homonymes, voir Ngozi.
Le Ngozi est un volcan de Tanzanie qui se présente sous la forme d'une caldeira culminant à 2 622 mètres d'altitude.
La caldeira, dont les parois hautes de 150 à 300 mètres sont formées par des phonolites et des trachytes, a une largeur de 1,5 kilomètre et une longueur de 2,5 kilomètres et est occupée par un lac.

## Source
- (en) Global Volcanism Program - Ngozi